# Guido Westerwelle
Guido Westerwelle (wym. ˈɡiːdo ˈvɛstɐˌvɛlə; ur. 27 grudnia 1961 w Bad Honnef, zm. 18 marca 2016 w Kolonii) – niemiecki polityk i prawnik, od 2001 do 2011 przewodniczący Wolnej Partii Demokratycznej (FDP), poseł do Bundestagu, w latach 2009–2013 minister spraw zagranicznych, w okresie 2009–2011 również wicekanclerz.

## Życiorys
Ukończył Ernst-Moritz-Arndt-Gymnasium w Bonn, a następnie studia na wydziale prawa Uniwersytetu w Bonn. W 1987 i 1991 zdał państwowe egzaminy prawnicze I oraz II stopnia. Doktoryzował się w zakresie prawa na prowadzącym kształcenie metodą d-learningu holenderskim Fernuniversität in Hagen (1994). Praktykował jako adwokat w Bonn.
Do Wolnej Partii Demokratycznej wstąpił w 1980. Był współzałożycielem jej organizacji młodzieżowej Junge Liberale i jej przewodniczącym w latach 1983–1988. Od 1994 do 2001 pełnił funkcję sekretarza generalnego partii. W 1996 objął mandat posła do Bundestagu (po raz kolejny był wybierany w latach 1998, 2002, 2005 i 2009).
W maju 2001 został wybranym na przewodniczącego FDP. W 2002 był kandydatem partii na stanowisko kanclerza w wyborach do Bundestagu. Po wyborach w 2009 wygranych przez CDU/CSU i FDP został wicekanclerzem oraz ministrem spraw zagranicznych w drugim rządzie Angeli Merkel. Z funkcji wicekanclerza zrezygnował w maju 2011. W tym samym miesiącu przestał być szefem FDP. Na obu funkcjach zastąpił go wówczas Philipp Rösler. W wyniku wyborów w 2013 znalazł się poza parlamentem, a w grudniu tegoż roku zakończył urzędowanie w niemieckim MSZ.
Guido Westerwelle był pierwszym jawnym homoseksualistą zasiadającym w niemieckim rządzie federalnym. Związany był z menedżerem Michaelem Mronzem, z którym w 2010 zarejestrował związek partnerski. Zmarł 18 marca 2016 na skutek białaczki. Pogrzeb byłego wicekanclerza odbył się 2 kwietnia 2016.
Odznaczony m.in. Krzyżem Komandorskim z Gwiazdą Orderu Zasługi Rzeczypospolitej Polskiej (2013).